# Medalla de los Sudetes
La medalla de los Sudetes o medalla de la anexión de los Sudetes y Checoslovaquia es una condecoración creada por la (Alemania Nazi) para celebrar la ocupación de los Sudetes (zona fronteriza entre Alemania, Checoslovaquia y Austria), ocurrida el 1 de octubre de 1938.

## Acontecimientos
El 1 de octubre de 1938, las tropas alemanas entraron en la región de los Sudetes, entonces bajo dominio de una joven Checoeslovaquia, fundamentalmente las zonas exteriores de la histórica región de Bohemia, con cierto beneplácito internacional debido a la mayoritaria población germana y predisposición de la zona, anexionándola a los territorios del Tercer Reich.
El 18 de octubre, Hitler creó esta medalla específica para condecorar a todos los soldados que habían participado en la ocupación, aunque posteriormente también se otorgó a los que participaron en la ocupación completa de Checoeslovaquia. Este segundo hecho, ocurrido en marzo de 1939, sí fue denunciado por la comunidad internacional y fue uno de los detonantes que anunciaba el comienzo de la Segunda Guerra Mundial.
Se otorgaron 1 162 617 de medallas y 134 563 barras del Castillo de Praga.

## Diseño
La medalla, idéntica a la del Anschluss pero fabricada en bronce y con una cinta negra con franja roja, representa el hecho mediante el uso alegórico de dos figuras masculinas:
- En la cara una de las figuras (Alemania), subida sobre un podio y portando una esvástica, ayudaba a subir junto a él a la segunda figura (los Sudetes), que portaba la cadena rota que acababan de romper.
- El reverso contiene la fecha y el texto «Ein Volk, Ein Reich, Ein Führer» (‘Un pueblo, un imperio, un dirigente’).

## Barra del Castillo de Praga

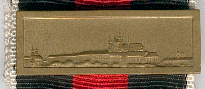
Barra del Castillo de Praga (Spange Prager Burg)

Para aquellos que habían participado tanto en la ocupación de los Sudetes como en la anexión de Bohemia-Moravia el 15 de marzo de 1939, se creó una barra de bronce que representaba el Castillo de Praga (Spange Prager Burg en alemán) para colocarla en la cinta. Esta barra fue aprobada el 1 de mayo de 1939.